# 金子勝美 (女優)
金子 勝美（かねこ かつみ、1944年11月21日 -）は、日本の元女優。本名は同じ。
東京都出身。青山学院大学卒業。東京俳優生活協同組合に所属していた。
特技は乗馬、日本舞踊。

## 出演作品

### 映画
- 駅前シリーズ（東宝）
  - 喜劇 駅前女将（1964年）
  - 喜劇 駅前音頭（1964年）
  - 喜劇 駅前天神（1964年）
  - 喜劇 駅前医院（1965年）
  - 喜劇 駅前弁天（1966年）
  - 喜劇 駅前漫画（1966年）
  - 喜劇 駅前番頭（1966年） - ポン太
  - 喜劇 駅前満貫（1967年） - バーのホステス
  - 喜劇 駅前学園（1967年）
  - 喜劇 駅前百年（1967年）
- 甘い汗（1964年、東宝） - 「金猫の女」B
- くノ一忍法（1964年、東映） - お喬
- 男の影（1964年、松竹） - 照子
- おしゃべりな真珠（1965年、松竹） - 加代子
- 新・事件記者 殺意の丘（1966年、東宝） - 小川鈴子
- その人は昔（1967年、東宝） - あいつの妻
- ドリフターズですよ!盗って盗って盗りまくれ（1968年、東宝） - ピンク映画の女優
- 暗室（1983年、にっかつ） - 渡辺未亡人
- 人妻暴行マンション（1985年、にっかつ） - 婦人

### テレビドラマ
- 水戸黄門 第48話「赤い手裏剣」（1965年、TBS）
- 素浪人 月影兵庫 第1シリーズ 第10話「狂った刃におびえていた」（1965年、NET） - おしま
- 特別機動捜査隊（NET）
  - 第254話「消えた妻」（1966年）
  - 第264話「晴れた朝が憎い」（1966年）
  - 第289話「ガールハント」（1967年）
  - 第301話「女を喰う虫」（1967年）
  - 第307話「海に生きる」（1967年）
  - 第445話「ある終局」（1970年）
  - 第468話「大砂丘」（1970年）
  - 第477話「指名手配」（1970年）
  - 第531話「わが作戦敗れたり」（1972年）
  - 第563話「陽のあたる町」（1972年）
  - 第590話「愛の崖」（1973年）
  - 第595話「人間標的」（1973年）
- 悪魔くん 第18話「怪奇雪女」（1967年、NET） - 黒谷小屋の若い女（雪女）
- 河童の三平 妖怪大作戦 第4話「黒髪魔女」（1968年、NET） - 妖女
- ローンウルフ 一匹狼 第36話「女ごころ」（1968年、NTV）
- 銭形平次（CX）
  - 第133話「ご寮はん」（1968年）
  - 第199話「暮六つの鐘」（1970年）
- 37階の男 第18話「女にサインを」（1968年、NTV）
- 絢爛たる復讐（1969年、NET）
- 新平四郎危機一発 第12話「皆殺しのバラード」（1969年、TBS）
- プレイガール（12ch）
  - 第30話「恐怖のハネムーン」（1969年）
  - 第42話「スリラー 血ぬられた女の館」（1970年）
  - 第104話「スリラー死神からの脅迫状」（1971年）
  - 第201話「ホテル密室裸女殺人事件」（1973年）
- 日本怪談劇場 第4話「怪談・宇津谷峠」（1970年、12ch） - おいね
- 火曜日の女シリーズ「幻の女」（1971年、NTV）
- 緊急指令10-4・10-10 第12話「天才ゴリラの初恋」（1972年、NET） - 岡田松江
- 鬼平犯科帳 第2シリーズ（1972年、NET / 東宝）
  - 第20話「裏道の男たち」 - おみね
  - 第26話「はさみ撃ち」 - おたき
- 太陽にほえろ!（NTV）
  - 第9話「鬼刑事の子守歌」（1972年） - クラブのホステス
  - 第170話「再出発」（1975年） - 目撃者
  - 第255話「本日多忙」（1977年） - 子供の母親
  - 第282話「婚約指輪」（1977年） - 達村の隣人
  - 第290話「執念」（1978年） - 吉沢夫人
  - 第365話「その一瞬……!」（1979年） - 小田の元恋人
  - 第389話「心の重荷」（1980年） - 江島の友人
  - 第398話「名残り雪」（1980年）
  - 第427話「小さな目撃者」（1980年） - 立花家の近所の主婦
  - 第444話「ドック刑事のシアワセな日」（1981年） - 志賀家の近所の主婦
  - 第454話「スコッチ、市民を撃つ」（1981年） - 広谷昇の近所の主婦
  - 第462話「あなたにその声が聞こえるか」（1981年） - 園児の母親
  - 第511話「爆発! ロッキー刑事」（1982年）
  - 第523話「ゴリさん,死の対決」（1982年） - 負傷した女性
  - 第532話「バラの刺青」（1982年） - 谷山夫人※ノンクレジット
  - 第559話「マザー・グース」（1983年） - クラブのホステス
  - 第576話「刑事・山さん」（1983年） - スナックの女
  - 第602話「誰かが私を狙ってる」（1984年） - 義人の母親
  - 第620話「素晴らしき人生」（1984年） - 小坂家の近所の主婦
- 長谷川伸シリーズ 第26話「直八子供旅」（1973年、NET）
- サンダーマスク（1973年、NTV）
- 必殺シリーズ（1974年、ABC / 松竹）
  - 助け人走る 第29話「地獄大搾取」 - さき
  - 暗闇仕留人 第14話「切なくて候」 - まん
- 華麗なる一族（1974年、MBS）
- おんな浮世絵・紅之介参る! 第14話「殺し屋お蝶」（1975年、NTV）
- 敬礼!さわやかさん 第15話「雪ン子母恋歌」（1976年、NET）
- 俺たちの旅 第37話「お兄ちゃんはお母さんの恋人です」（1976年、NTV）
- あかんたれ 第71話（1977年、THK）
- 大都会シリーズ（NTV）
  - 大都会 PARTII
    - 第6話「傷だらけの逃走」（1977年）
    - 第16話「兇悪犯脱獄」（1977年）
    - 第18話「暁の兇弾」（1977年）
    - 第31話「殺人計画No.4」（1977年）
    - 第52話「追跡180キロ」（1978年）

  - 大都会 PARTIII（1979年）
    - 第24話「冷血」
    - 第39話「警官殺し」
- 新五捕物帳（NTV）
  - 第5話「掟の陰に消えた女」（1977年）
  - 第55話「江戸の夢 恋のかんざし」（1979年）
  - 第114話「花ひらく愛の灯」（1980年）
- 赤い絆 第6話「禁じられた愛に燃えた」、第7話「雪の日の衝撃」（1978年、TBS）
- 特捜最前線（ANB）
  - 第48話「惜別・指のない焼死体!」（1978年）
  - 第217話「深夜の密告ファクシミリ!」（1981年）
  - 第251話「午後10時13分の完全犯罪!」（1982年）
  - 第267話「裸足の女警部補!」（1982年）
  - 第273話「水色の幽霊を見た婦警!」（1982年）
  - 第291話「わらの女・哀愁の能登半島!」（1982年）
  - 第303話「20歳のイルミネーション!」（1983年）
  - 第323話「二人の夫を持つ女!」（1983年）
  - 第367話「六本木ラストダンス!」（1984年）
  - 第372話「老刑事スニーカーを履く!」（1984年）
  - 第389話「さらば、海の老兵!」（1984年）
  - 第417話「誘拐ルート・5時間の追跡!」（1985年）
- 七人の刑事 第3シリーズ  第32話「殺人容疑者久米宏」（1978年、TBS）
- 雲を翔びこせ（1978年、TBS）
- 金曜劇場 / 熱中時代 先生編 第1シリーズ 第22話「お雛さまとさびしい宇宙人」（1979年） - 「金時屋」主人の妻
- 江戸の激斗 第7話「激流に消えた男」（1979年、CX）
- 平岩弓枝ドラマシリーズ / 日本のおんなシリーズI 北国から来た女（1979年、CX）
- 俺はあばれはっちゃく 第29話（1979年、ANB）
- 伝七捕物帳 第17話「姉ちゃんの恋人」（1979年、ANB）
- 大江戸捜査網（12ch→TX）
  - 第419話「芸者が秘めた偽証言の罠」（1979年）
  - 第477話「美人絵に秘めた女地獄の謎」（1981年）
  - 新 大江戸捜査網 第4話「密会は殺しの誘い」（1984年） - お政
- 探偵物語 第22話「ブルー殺人事件」（1980年、NTV）
- 草野球・草家族（1980年、ANB）
- 非情のライセンス 第3シリーズ 第9話「兇悪の化粧・総選挙殺人事件」（1980年、ANB）
- 同心部屋御用帳 新・江戸の旋風 第23話「源兵衛長屋に鶴が来た」（1980年、CX）
- 生徒諸君!（1980年、ANB）
- 天皇の料理番 第6話「アイスフライと誘惑」（1980年、TBS）
- ウルトラマン80 第37話「怖れていたバルタン星人の動物園作戦」（1980年、TBS） - 森田和子
- ザ・ハングマンシリーズ（ABC）
  - ザ・ハングマン 燃える事件簿 第7話「亡者を呼ぶ金相場」（1980年） - 西沢夫人
  - ザ・ハングマン4 第23話「美人レジが金塊密輸の手先にされる!」（1985年） - 松浦夫人
- 野々村病院物語 第3回（1981年、TBS） - 母親
- 玉ねぎむいたら… 第6話「盗まれた免許皆伝」（1981年、TBS） - 主婦
- プロハンター 第16話「悪い女」（1981年、NTV）
- ドラマ人間模様 / 新・事件 わが歌は花いちもんめ 第1話（1981年、NHK）
- 秘密のデカちゃん 第13話「もうバレそう! プールサイドの恋合戦」（1981年、TBS）
- 西部警察シリーズ（ANB）
  - 西部警察 第109話「西部最前線の攻防（前編）」（1981年） - 前田邸の女
  - 西部警察 PART-II 第31話「1000万ドルの恋人」（1983年） - 結城マリ子の母親
  - 西部警察 PART-III
    - 第8話「1983,西部署配属 -五代純-」（1983年） - 小宮すすむの母
    - 第45話「さらば友よ」（1984年） - 寺光由起子
- 大河ドラマ / 峠の群像（1982年、NHK） - 茶屋の女中
- ザ・サスペンス / 逆流 認知殺人事件（1982年、TBS）
- 土曜グランド劇場（NTV）
  - 天まであがれ! パート1 第4話（1982年） - 主婦
  - あんちゃん 第14話「徳子を愛したネズミ小僧」（1983年）
  - 事件記者チャボ! 第20話「チャボの危険がいっぱい…!」（1984年） - 前田の妻
- 花王 愛の劇場 / 流れる星は生きている（1982年、TBS）
- 宇宙刑事ギャバン 第19話「午前6時蒸着! Zビームチャージ完了」（1982年、ANB） - ルミとヨウイチの母親
- 金曜劇場 / 君は海を見たか 第9話（1982年、CX）
- 連続テレビ小説 / おしん 第51話、第54話（1983年、NHK）
- 外科医 城戸修平（1983年、TBS）
- 高校聖夫婦 第18話「波に裂かれた愛」（1983年、TBS）
- 科学戦隊ダイナマン 第22話「いたずら大戦争!」（1983年、ANB） - 主婦
- 月曜ワイド劇場 / 義母と小姑（1983年、ANB）
- 火曜サスペンス劇場 / 盲点（1984年、NTV）
- 金曜日の妻たちへII 男たちよ、元気かい?（1984年、TBS）
- どきんちょ!ネムリン 第10話「バス停くん田舎へ帰る」（1984年、CX） - 主婦
- 草壁署迷宮課おみやさん 第1話「10年前のボタン刺青死美人が今…!」（1985年、ABC）